# Premis Ondas 1962
Els Premis Ondas 1962 van ser la cinquena edició dels Premis Ondas, atorgades el 14 de novembre de 1962, aprofitant la celebració del XXXVIII Aniversari de la Radiodifusió a Espanya a l'Hotel Ritz de Barcelona. En aquesta edició es diferencien quatre categories: Premis Nacionals de ràdio, nacionals de televisió, internacionals de ràdio i televisió, i especials.

## Nacionals de ràdio
- María Molina, Millor locutora de RNE Madrid
- Tomás Martín Blanco, Millor locutor de SER Madrid
- Aurora Hermida, Millor actriu de la Voz de Madrid
- José María Tavera Baz, Millor autor de RNE Barcelona
- Càritas espanyola, Millor programa religiós de cadena COPE
- El consejo del Doctor. de Cristóbal Martínez-Bordiú, Millor programa científic de la cadena SER
- El club de los niños, Millor programa infantil de Ràdio Madrid
- El mundo del trabajo, Millor programa cultural de Ràdio Córdoba

## Nacionals televisió
- Escala en hi fi, Millor programa musical de TVE
- Telediario, Millor programa informatiu de TVE
- Juan Guerrero Zamora, Millor director de TVE
- Jesús Puente, Millor actor de TVE

## Internacionals de ràdio i televisió
- Maria Leonor, Millor locutora d'Emissora Nacional-Lisboa (Portugal)
- Maurice Biraud, Millor locutor de Ràdio Europa Núm.1-París (Sarre)
- Margot Eskens, Millor actriu de TV Colònia-Colònia (Alemanya)
- Hans Hueller, Millor actor de TV Westernhagen-Munic (Alemanya)
- Enzo Biagi, Millor autor de RAI-Roma (Itàlia)
- Tito Martínez del Box, Millor director Ràdio Belgrano de TV canal 7-Buenos Aires (l'Argentina)
- Ysax pregunta i vostè contesta, Millor programa religiós de Ràdio CiCa-Ontario (el Canadà)
- Le tour du monde, Millor programa informatiu de Ràdio Nations Unies-Nova York (Nacions Unides)
- Discovery, Millor programa científic de BBC-Londres (Gran Bretanya)
- Ayame, Millor programa musical-teatral de Manichi System Osaka-Osaka (el Japó)
- Anne-Marie Peysson, Millor programa infantil d'ORTF-París (França)
- El correo de la cultura, Millor programa cultural de Ràdio HCJK (Colòmbia)

## Especials
- Joaquín Soler Serrano Per la seva aportació personal sol·licitant donatius per als damnificats per les inundacions del Vallés de Ràdio Barcelona (Espanya)
- Ràdio Vaticà Per les emissions de preparació Concili Vaticà II (Vaticà)
- RAI Per les emissions de preparació Concili Vaticà II Roma (Itàlia)